# Cis Meijer
Cis Meijer (Heemskerk, 15 december 1970) is een Nederlandse schrijfster van jeugdboeken en kinderboeken.

## Levensloop
Meijer groeide op in Delft. Na haar studie film- en televisiewetenschappen aan de Universiteit van Amsterdam werkte zij jarenlang als video-editor bij SBS6. Ze werkte voor Hart van Nederland en Shownieuws, en maakte bewerkingen voor crime-series en reportages. 
In 2014 verscheen haar eerste jeugdthriller Verdoofd bij uitgeverij De Fontein. Dit boek was een van de vijftien genomineerden voor de Hebban Crimezone Beste Young Adult Thriller 2014. Haar boek Jacht (2020) werd genomineerd voor de Prijs van de Jonge Jury. In 2023 werd Game on bekroond met de Prijs van de Jonge Jury.